# 남신
남신(男神)은 남성형의 신(神)을 말한다. 다신교에서는 신들에 있어서 각자 성별이 부여된 경우가 많으며, 이 중 남성인 신을 가리킨다. 이에 대비되는 개념은 여신(女神, 문화어: 녀신)이 된다.
그러나 기독교, 유대교, 이슬람교 등 아브라함계 종교에서의 유일신에게는 세상적인 성별이 없기 때문에, 남신 또한 따로 존재하지 않는다. 

## 같이 보기
- 그리스 신화
- 로마 신화
- 북유럽 신화